# Yaw Yeboah
Yaw Yeboah (28 maart 1997) is een Ghanees voetballer die als middenvelder speelt voor Los Angeles FC. Hij debuteerde in 2019 in het Ghanees voetbalelftal. 

## Clubcarrière
Yeboah verruilde in juli 2014 de Right to Dream Academy voor de jeugd van Manchester City. Dat verhuurde hem gedurende het seizoen 2015/16 aan Lille OSC. Hiervoor maakte Yeboah op 25 oktober 2015 zijn debuut in het betaald voetbal, tijdens een wedstrijd in de Ligue 1 tegen Olympique Marseille. Hij kwam zestien minuten voor tijd het veld in als vervanger van Florent Balmont. Manchester City verhuurde Yeboah in juli 2016 voor een jaar aan FC Twente, waarmee hij in de Eredivisie ging spelen. Hier werd hij ploeggenoot van Enes Ünal en Bersant Celina, die eveneens werden verhuurd door Manchester City. Hierna werd hij nog verhuurd aan Real Oviedo uit Spanje. Tijdens de verhuurperiode speelde hij zich in de kijker bij competitiegenoot CD Numancia. Bij deze club tekende hij in juli 2018 een driejarig contract. Hij speelde in zijn eerste seizoen 34 wedstrijden (2 doelpunten) en eindigde met Numancia vier punten boven de degradatiestreep. Voor het seizoen 2019/20 werd hij verhuurd aan eersteklasser Celta de Vigo, dat hem indeelde bij het tweede elftal. Celta verwierf ook een optie tot koop in het huurcontract.
Hij tekende in augustus 2020 een driejarig contract bij Wisła Kraków, dat hem overnam van CD Numancia. In januari 2022 ging hij naar Columbus Crew uitkomend in de Major League Soccer. In zijn tweede seizoen speelde Yeboah in totaal 42 wedstrijden voor Columbus in alle competities, waarbij hij vijf doelpunten maakte en vijf assists gaf, en het winnende doelpunt scoorde in de MLS Cup-finale, waardoor Colombus Crew landskampioen werd. Na drie jaar bij Colombus Crew maakte Yeboah in januari 2025 de overstap naar competitiegenoot Los Angeles FC.

## Clubstatistieken
| Seizoen | Club            | Competitie       | Competitie | Competitie | Beker | Beker | Internationaal | Internationaal | Totaal | Totaal |
| Seizoen | Club            | Competitie       | Wed.       | Dlp.       | Wed.  | Dlp.  | Wed.           | Dlp.           | Wed.   | Dlp.   |
| ------- | --------------- | ---------------- | ---------- | ---------- | ----- | ----- | -------------- | -------------- | ------ | ------ |
| 2015/16 | Manchester City | Premier League   | —          | —          | —     | —     | —              | —              | —      | —      |
| 2015/16 | → Lille OSC     | Ligue 1          | 3          | 0          | 2     | 0     | —              | —              | 5      | 0      |
| 2016/17 | → FC Twente     | Eredivisie       | 26         | 2          | 1     | 0     | —              | —              | 26     | 2      |
| 2017/18 | → Real Oviedo   | Segunda División | 20         | 0          | 1     | 0     | —              | —              | 21     | 0      |
| 2018/19 | CD Numancia     | Segunda División | 34         | 2          | 0     | 0     | —              | —              | 34     | 2      |

## Interlandcarrière
Yeboah maakte op 9 maart 2015 zijn debuut in het Ghanees voetbalelftal onder 20. In een wedstrijd op het Afrikaans kampioenschap voetbal onder 20 tegen Zuid-Afrika begon Yeboah in de basis en wist hij na 7 minuten de 2−0 te maken. Na 70 minuten werd hij vervangen.
Drie maanden later nam Yeboah met Ghana deel aan het WK onder 20. Ghana werd ongeslagen eerste in de poule waarna in de achtste finale Mali met 0−3 te sterk was. Yeboah speelde alle wedstrijden mee.
In 2019 nam Yeboah met Ghana –23 deel aan het Afrikaans kampioenschap voetbal onder 23 - 2019.